# Frankliniella invasor
Frankliniella invasor är en insektsart som beskrevs av Sakimura 1972. Frankliniella invasor ingår i släktet Frankliniella och familjen smaltripsar. Inga underarter finns listade i Catalogue of Life.